# Pakuan Baru (Jambi Selatan)
Pakuan Baru is een bestuurslaag in het regentschap Jambi van de provincie Jambi, Indonesië. Pakuan Baru telt 7492 inwoners (volkstelling 2010).